# Детройтський симфонічний оркестр
Детройтський симфонічний оркестр (англ. Detroit Symphony Orchestra) — американський симфонічний оркестр, що базується в Детройті.

## Історія
Перший концерт оркестру відбувся 19 грудня 1887 року у Детройтському оперному театрі. У 1910 році оркестр був змушений припинити діяльність через брак коштів, але в 1914 завдяки грошовій підписці мешканців роботу оркестру було відновлена.
Рівень оркестру серйозно виріс з приходом у 1918 році на посаду головного диригента Осипа Габриловича (учня Антона Рубінштейна), а популярність йому принесло участь у 1934–1942 у радіотрансляціях класичної музики, спонсорованих Генрі Фордом та велика кількість записів французької класичної музики, зроблених у 1950-х роках під керівництвом тодішнього головного диригента Поля Паре. Останнім часом оркестр, як і місто загалом, зіткнувся з серйозними фінансовими проблемами, що призвело, зокрема, до страйку оркестрантів з жовтня 2010 до квітня 2011 року, проте надалі становище оркестру покращилося.

## Головні диригенти
- Гьюго Каслоу (1900–1910)
- Вестон Гейлс (1914–1917)
- Осип Габрилович (1918–1936)
- Франка Гіоне (1936–1940)
- Віктор Колар (1940–1942)
- Карл Крюгер (1944–1949)
- Поль Паре (1951–1962)
- Сікстен Ерлінг (1963–1973)
- Альдо Чеккато (1973–1977)
- Антал Дораті (1977–1981)
- Гюнтер Гербіг (1984–1990)
- Нееме Ярві (1990–2005)
- Леонард Слаткін (2005 -)